# لادرا
لادرا یک روستا در سمت چپ رودخانه رودخانه سوشا نزدیک کوبارید در منطقه ساحلی اسلوونی است.